# O vară cu Mara
O vară cu Mara este un film românesc din 1989 regizat de George Cornea. Rolurile principale au fost interpretate de actorii Teodora Mareș, Lucian Nuță și Mircea Diaconu.

## Distribuție
Distribuția filmului este alcătuită din:
- Teodora Mareș — Mara Iuga, fiica meșterului Avram Iuga
- Lucian Nuță — Nan Hurezan, tânăr inginer agronom, șeful fermei zootehnice din Valea Mare
- Mircea Diaconu — Ilieș Calancea, tânăr inginer agronom, președintele (cu delegație) al C.A.P.-ului Valea Mare
- Ilarion Ciobanu — badea Avram Iuga, meșter dulgher din satul maramureșean Bogdan Vodă
- Sebastian Papaiani — Petre Bulz, agricultor, șef de brigadă
- Andrei Bursaci — nenea Simion, dulgher, verișor cu mama Mamei
- Dan Puric — Dinu Fericeanu, mecanic șef de utilaje agricole, fotbalist amator în echipa comunei
- Rodica Horobeț — Anița Hurezan, bibliotecară, sora lui Nan, iubita lui Dinu
- Florin Tănase — Toma Iuga, dulgher, fiul meșterului
- Vasile Filipescu — Pavel Iuga, dulgher, fiul meșterului
- Mihai Bica — Leru Iuga, dulgher, fiul meșterului
- Cristian Cornea — Mitru Iuga, dulgher, fiul meșterului
- Sabin Făgărășanu — Alexandru Dumitrașcu, agricultor, șef de brigadă
- Maria Rotaru — Tudora Verescu, primărița comunei Valea Mare, prim-secretara organizației de partid a comunei
- Mircea Andreescu — Sădeanu, inginer agronom, șeful Direcției Agricole Județene
- Costel Gheorghiu
- Corina Constantinescu — dada Ilinca, mama lui Nan și a Aniței
- Constantin Vurtejan
- Marian Râlea — Miron, mecanic de utilaje agricole
- Tatiana Constantin — Niculina („Lina”) Ghiță, brigadieră, soția lui Vasile
- Alexandru Bindea — Leț, mecanic de utilaje agricole
- Claudia Nicolau
- Mihai Coadă — Vasile, legumicultor, soțul Linei
- Ruxandra Donose
- Alexandru Lazăr — legumicultor din Valea Mare
- Constantin Cojocaru
- Luca Nelino
- Mircea Dascaliuc
- Cristian Ștefănescu
- Vasile Deac

## Primire
Filmul a fost vizionat de 692.548 de spectatori în cinematografele din România, după cum atestă o situație a numărului de spectatori înregistrat de filmele românești de la data premierei și până la data de 31 decembrie 2014 alcătuită de Centrul Național al Cinematografiei.